# Boží Dar
Boží Dar (německy Gottesgab) je město v Krušných horách na západě Česka v okrese Karlovy Vary v Karlovarském kraji u hranice s německou spolkovou zemí Sasko; je zde hraniční přechod Boží Dar – Oberwiesenthal. Leží v Karlovarském kraji asi dvacet kilometrů severovýchodně od krajského města. Žije zde, včetně částí obce Ryžovna a Zlatý Kopec, celkem 255 obyvatel, a tím je čtvrtým nejmenším městem v České republice.
Boží Dar se nachází v nadmořské výšce okolo 1020 metrů, a je tak nejvýše položeným městem v Česku. Založen byl jako horní město známé těžbou stříbra a cínu. Po úpadku hornictví se díky své poloze v centrální části Krušných hor proměnil v rekreační centrum zaměřené na zimní sporty a letní turistiku a cyklistiku. V sousedství se nachází nejvyšší vrcholy Krušných hor: Klínovec (1244 metrů), Božídarský Špičák (1116 metrů) a nejvyšší hora Saska Fichtelberg (1214 metrů).

## Název
Název Boží Dar se používá od založení města. Váže se k němu pověst, podle které je jméno města odvozeno z výroku kurfiřta Jana Fridricha, který odmítl horníky darovanou stoličku z ryzího stříbra se slovy: „Tento vzácný kov je váš chléb, je to Boží dar.“ Jméno však nejspíše město přejalo od některého ze zdejších starších dolů. V historických pramenech se název objevuje ve tvarech: Gotsgab (1546), Gotsgaben (1579), Gottesgab (1785), česky Boží Dar a též Bohdal (1870) a Dar Boží (1895). Lidově se používal také název Gutskop.

## Historie

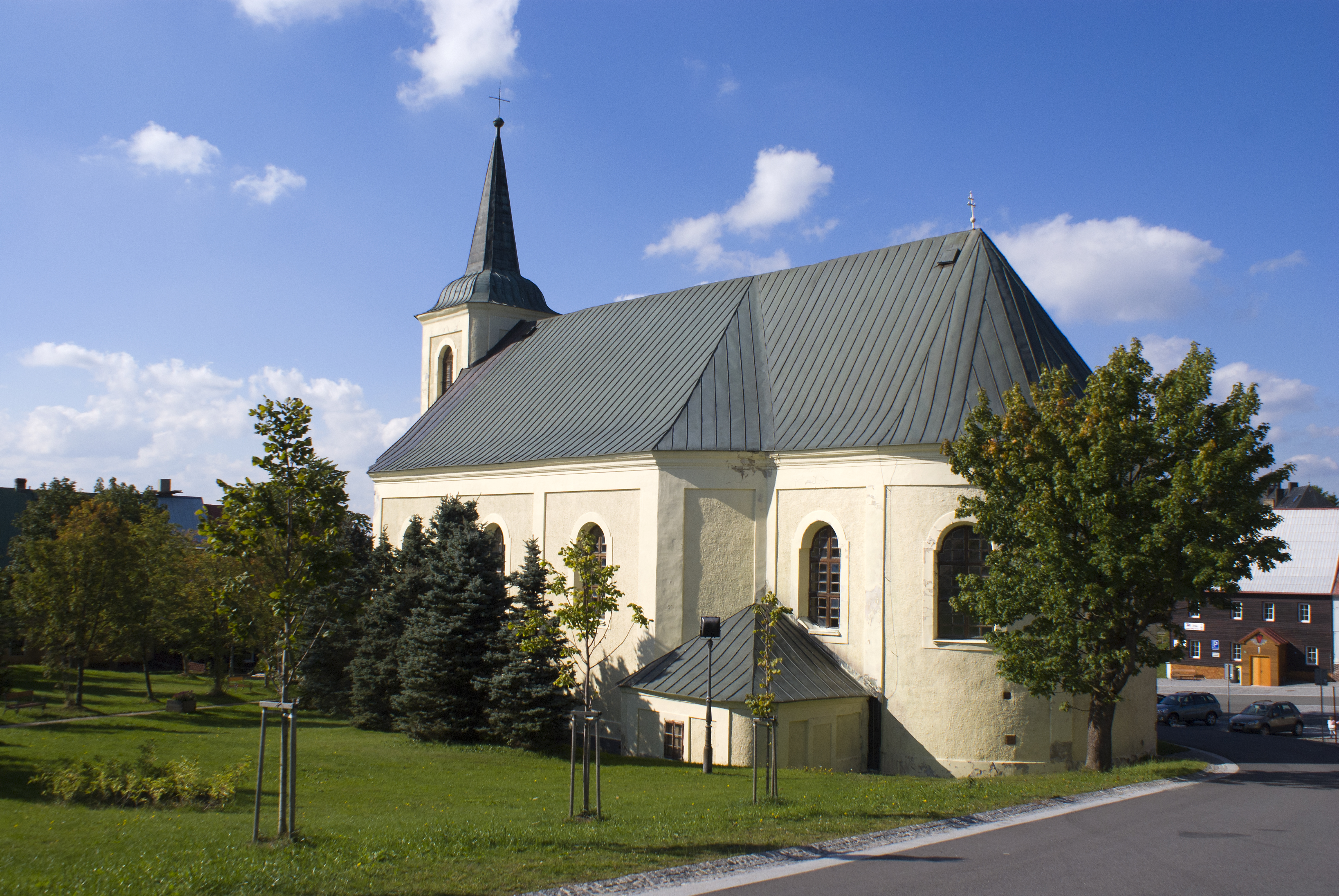
Kostel svaté Anny

Krajina v okolí Božího Daru patřila ve středověku střídavě Sasku a Českému království. Na přelomu patnáctého a šestnáctého století údajně v místech pozdějšího města stávala hornická vesnice Wintersgrün. Už v té době se zde rýžováním získával cín. Po objevu ložisek kasiteritu nechal saský kurfiřt Jan Fridrich I. v roce 1530 zahájit přípravy k založení nového města Gottsgab. Kurfiřt nejprve musel koupit schwarzenberské panství, a proto k vlastnímu založení došlo až v roce 1533 a roku 1546 Jan Fridrich udělil Božímu Daru městská a horní práva. Roku 1546 se Boží Dar stal součástí Českého království, ale k definitivnímu připojení došlo až následujícího roku po ukončení šmalkaldské války, během níž se ve městě střídaly kurfiřtské oddíly s vojsky krále Ferdinanda I po ustanovení zemské hranice v roce 1558 však zůstalo saským panovníkům právo na polovinu zdejšího důlního desátku.
V okolí města se těžilo především stříbro, cín a železná ruda. Doly byly zpočátku spravovány horním úřadem ve Schneebergu, ale roku 1546 byl ve městě otevřen samostatný horní úřad, který fungoval až do roku 1580 a později ještě v období od roku 1673 do poloviny devatenáctého století. Roku 1580 císař Rudolf II. povýšil Boží Dar na svobodné královské město. Během šestnáctého století ve městě žilo údajně přes dva tisíce obyvatel, ale s útlumem těžby koncem století začal jejich počet klesat. K velkému úbytku obyvatel došlo také během třicetileté války a v důsledku náboženské protireformace. Ve druhé polovině osmnáctého století sice došlo k oživení dolů, ale dřívější velikosti už město nedosáhlo.
V roce 1808 město postihl rozsáhlý požár, při kterém shořela většina domů včetně fary, radnice a školy. S definitivním úpadkem hornictví si lidé hledali nové způsoby obživy, kterými se staly výroba krajek, dřevěného a drobného textilního zboží. Na počátku dvacátého století se začal rozvíjet cestovní ruch, a z Božího Daru se stalo vyhledávané letní i zimní letovisko. Rozvoj města však těžce zasáhlo vysídlení Němců z Československa po druhé světové válce.
V padesátých letech 20. století pozbyl Boží Dar městských práv.

## Historie hornictví

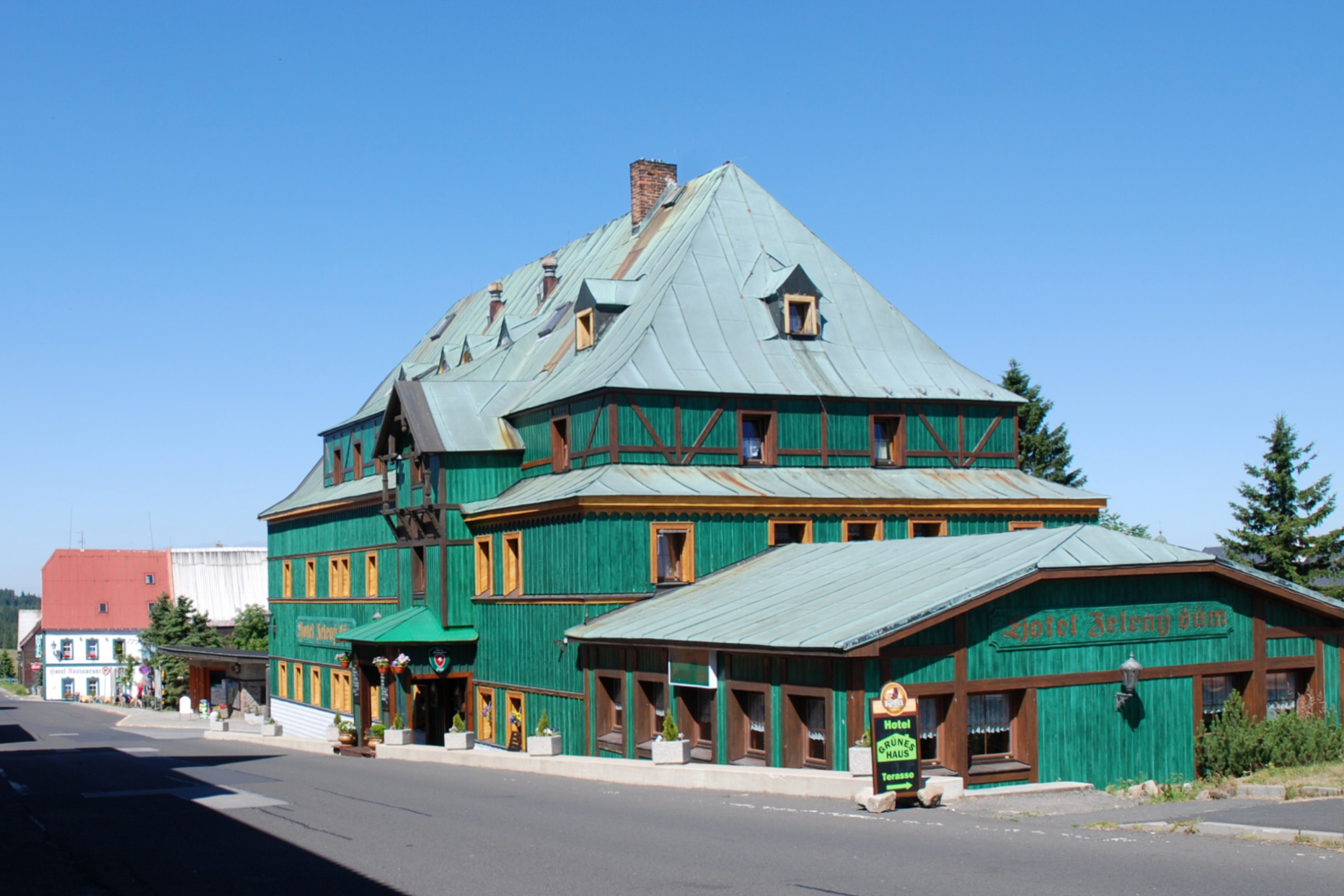
Hotel Zelený dům

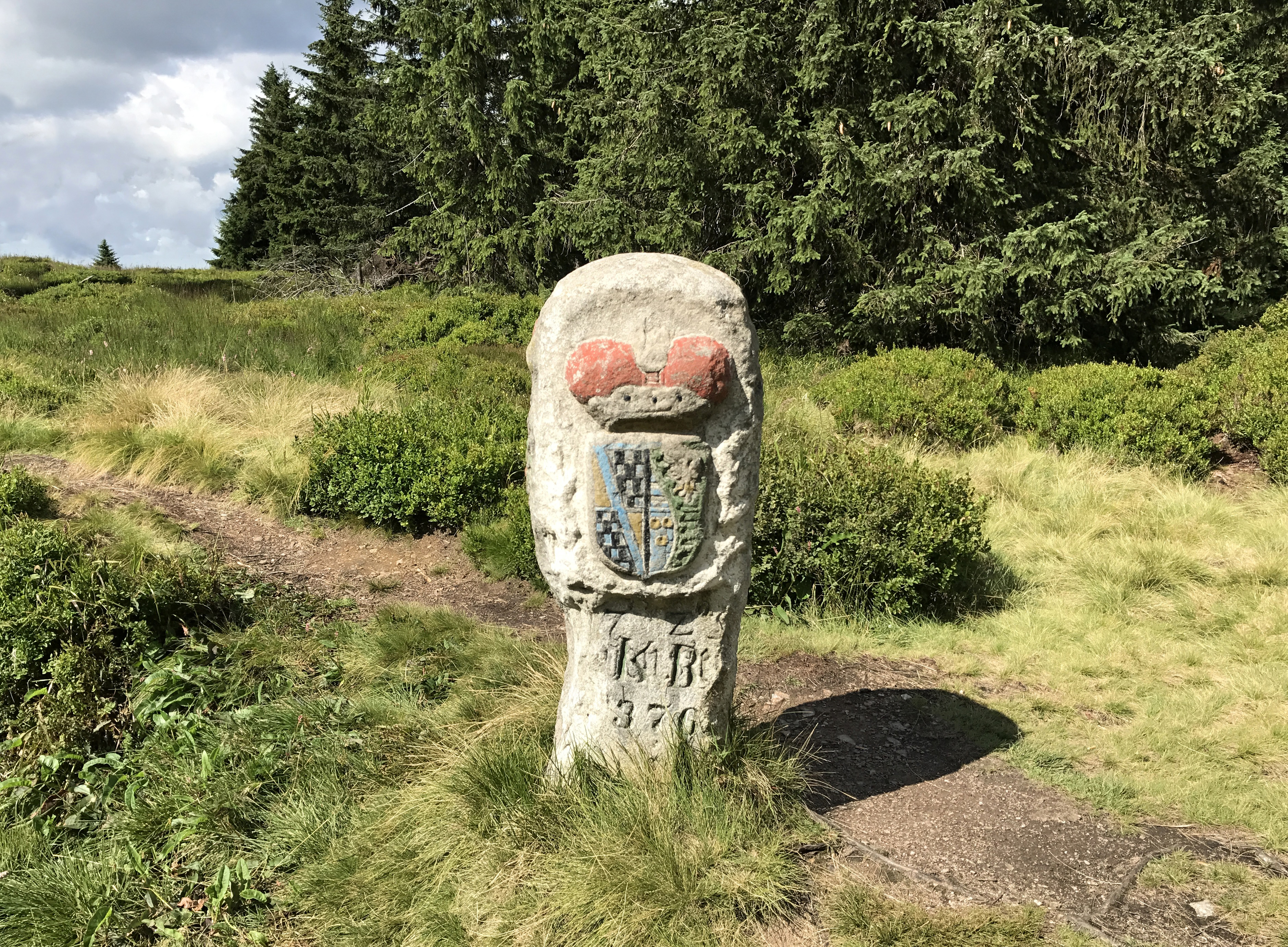
Trojboký hraniční kámen

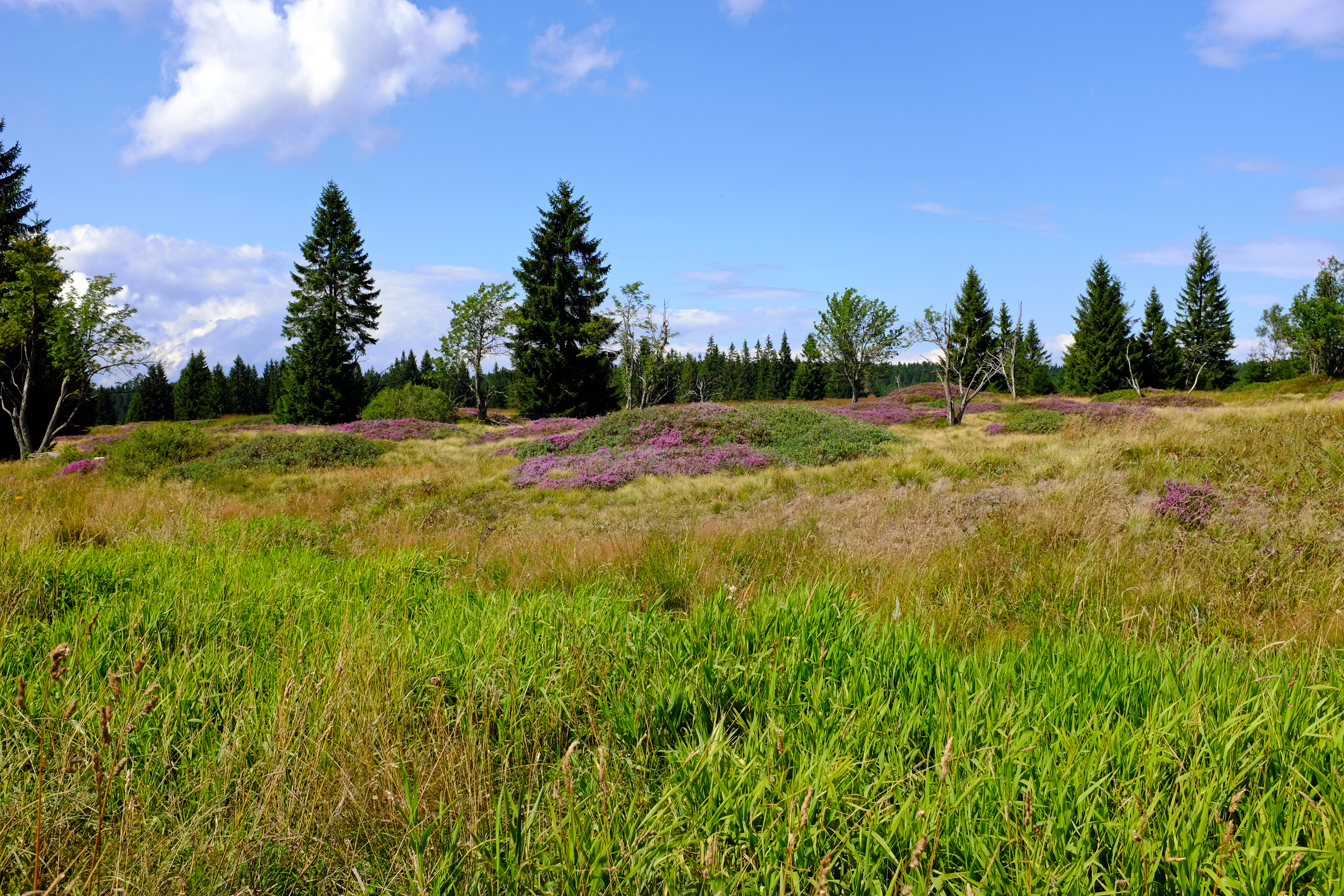
Sejpy západně od města

Hlavními těženými surovinami v okolí Božího Daru byly stříbro, cín a železná ruda. V menším množství se získávala také měď, arsen, kobalt, nikl, bismut, zlato a uran. V blízkém okolí města se nacházela jen menší část ložisek. Do prostoru mezi městem a Neklidem zasahoval okraj jáchymovského ložiska s výskytem stříbra, arsenu, kobaltu, niklu a bismutu a stejné kovy se vyskytovaly v okolí Ryžovny. V náplavech Černé mezi Božím Darem a Myslivnami vzniklo druhotné ložisko kasiteritu s malým podílem zlata, které se mělo podle zprávy z roku 1561 odvádět do pražské mincovny. Významná ložiska cínu a železné rudy bývala zejména na Zlatém Kopci (ložisko Kaff), na Komářím vrchu a v údolí Hrazeného potoka.

### Dolování stříbra
Těžba stříbra u Božího Daru údajně začala v roce 1517, ale první zmínka o jámě St. Lorenz je až z roku 1525. Ze třicátých a čtyřicátých let šestnáctého století pochází řada zmínek o nálezných jamách a štolách soustředěných na Neklidu (Unruh). Další doly bývaly v údolích Zechengrund a Elbecken. Dobývání stříbra prosperovalo až do sedmdesátých let šestnáctého století, kdy byly vyčerpány povrchové polohy ložisek. S postupným prohlubováním dolů rostly náklady a kvalita rudy se zhoršovala. Významnými díly byly štoly Daniel (též Drei König) a Georg, které dosáhly délky stovek metrů.
V dole Giftkies se v sedmnáctém a osmnáctém století dobýval arsenopyrit, ze kterého se v huti Elbecken (stála v místech chaty Pod Klínovcem) vyráběl arsenik. Jako vedlejší produkt se získávala měď a sloučeniny kobaltu a niklu používané k výrobě kobaltové modři.
Ve dvacátých letech osmnáctého století začaly pokusy o obnovu stříbrných dolů, ale po dlouhé době roku 1812 nepříliš úspěšně skončily. K poslednímu pokusu o obnovu došlo ve čtyřicátých letech devatenáctého století. Tehdejší provoz v letech 1841–1852 byl ztrátový, a další práce se proto omezily především na průzkum. Poslední důlní díla byla opuštěna koncem devatenáctého století. Celková produkce stříbra v božídarském revíru v období 1520–1850 se odhaduje na pět tun, což je přibližně jedno procento produkce v Jáchymově.

### Uran
Po druhé světové válce v božídarském revíru začalo vyhledávání ložisek uranu. V letech 1946–1974 byly prozkoumány starší štoly a doly a vyražena jáma Klement s jedním patrem v hloubce 57 metrů. Další průzkumné práce proběhly v letech 1953–1954 v oblasti severovýchodně od jámy Nikolaj, která byla součástí jáchymovského dolu Eduard. Jáma Nikolaj byla spojena s jámou Klement dva kilometry dlouhým překopem. V celém úseku se v roce 1956 vytěžilo malé množství uranu. Poslední průzkumné dílo bylo vyraženo v roce 1957 na planině na jihozápadním okraji města, ale ani v něm nebyly zjištěny významné zásoby rudy, a proto byl celý průzkum v roce 1960 ukončen.

### Pozůstatky po dolování
Povrchové i podzemní stopy těžby v okolí Zlatého Kopce jsou památkově chráněny jako skarnový revír Zlatý kopec a rudný revír Hrazený potok – Zlatý kopec. Štola Johannes je přístupná veřejnosti. V okolí města je většina stop po dolování aplanovaná nebo leží v katastrálním území Jáchymova. K výraznějším pozůstatkům rýžování kasiteritu patří sejpy podél říčky Černé, které se dochovaly na ploše přes 250 000 m².

## Přírodní poměry

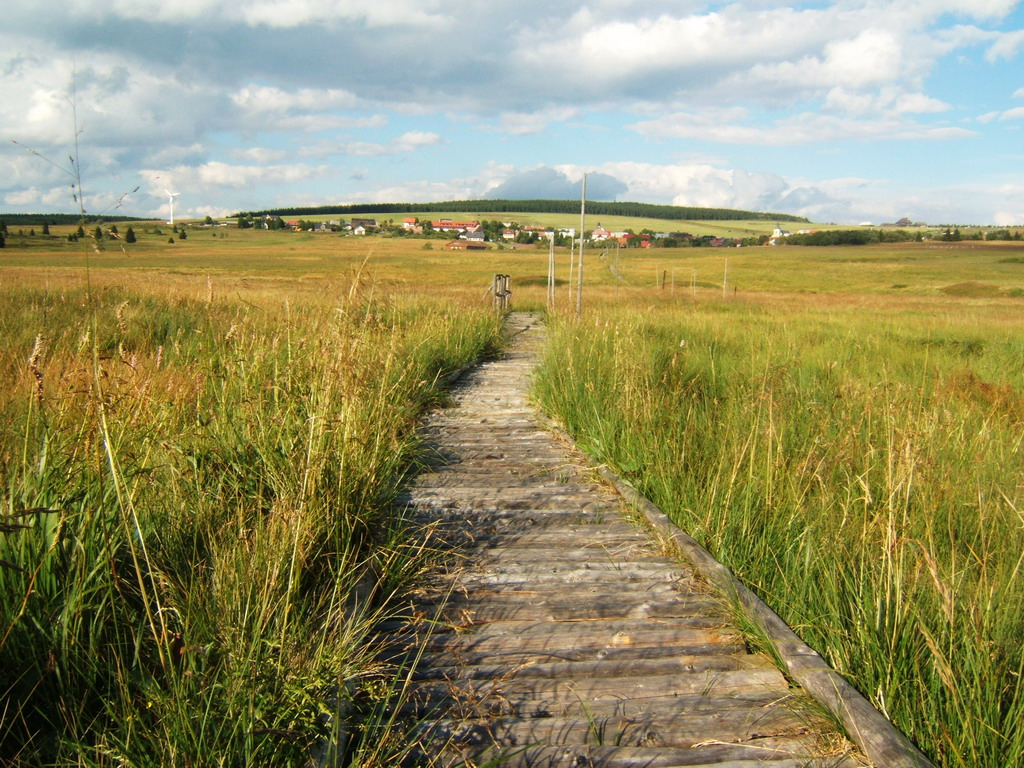
Božídarské rašeliniště

Boží Dar se nachází v Karlovarském kraji v katastrálním území Boží Dar s rozlohou 8,56 km², asi dvacet kilometrů severně od Karlových Varů.
V geologickém podloží okolní krajiny převládají paleozoické svory a fylity, které vznikly během hercynského vrásnění ze starších mořských sedimentů. Tektonické poruchy těchto hornin vyplňují mladší žíly, na které jsou vázaná místa výskytu rud. Některé rudy se vyskytují také ve skarnových tělesech vzniklých metamorfózou zásaditých vyvřelin a sedimentů. Pod metamorfovanými horninami v hloubkách desítek až stovek metrů leží  žuly. Nedaleký Božídarský Špičák je tvořený třetihorním nefelinitem.
V geomorfologickém členění Česka leží celé správní území města v Krušných horách, v podcelku Klínovecká hornatina a okrsku Jáchymovská hornatina. Centrum města se nachází v nadmořské výšce okolo 1020 metrů, což z Božího Daru činí nejvýše položené město Krušných hor i střední Evropy.
V rámci Quittovy klasifikace podnebí stojí město v nejchladnější oblasti CH4, která se táhne směrem na západ až k Ryžovně. Pro oblast CH4 jsou typické průměrné teploty −7 až −6 °C v lednu a 12–14 °C v červenci. Roční úhrn srážek dosahuje 1000–1200 milimetrů, počet letních dnů je 0–20, počet mrazových dnů se pohybuje mezi 160–180 a sněhová pokrývka zde leží 140–160 dnů v roce. Oblast přírodního parku Zlatý Kopec leží v o málo teplejší chladné oblasti CH6. Lednové průměrné teploty se v ní pohybují od −4 do −5 °C a červencové jsou 14–15 °C. Roční úhrn srážek dosahuje 1000–1200 milimetrů, počet letních dnů je 10–30, počet mrazových dnů se pohybuje mezi 140–160 a sněhová pokrývka zde leží 120–140 dnů v roce.
Severně od města pramení na německé straně Krušných hor řeka Černá, na které byla vybudována vodní nádrž Myslivny. Část vody z řeky odvádí umělý Blatenský vodní příkop do Blatenského potoka, kterým se voda z příkopu u Potůčků vrací zpět do Černé.
Území severozápadně od Boží Daru leží v přírodním parku Zlatý Kopec. Na jihozápadním okraji města začíná rozsáhlá národní přírodní rezervace Božídarské rašeliniště vyhlášená k ochraně svahových rašelinišť a rašelinných horských luk s výskytem vzácných rostlin a živočichů, ke kterým patří chladnomilné relikty jako je bříza zakrslá nebo kyhanka sivolistá. Božídarské rašeliniště leží poblíž východního okraje ptačí oblasti Západní Krušné hory. Až k západnímu a severnímu okraji města zasahuje nejvýchodnější část evropsky významné lokality Krušnohorské plató.

## Obyvatelstvo
Při sčítání lidu v roce 1921 zde žilo 947 obyvatel (z toho 386 mužů), z nichž bylo třináct Čechoslováků, 913 Němců a 21 cizinců. Až na čtyři evangelíky a dva příslušníky nezjišťovaných církví se hlásili k římskokatolické církvi. Podle sčítání lidu z roku 1930 mělo město 916 obyvatel: devatenáct Čechoslováků, 887 Němců a deset cizinců. Kromě římskokatolické většiny zde žilo také deset evangelíků, dva členové církve československé a tři lidé bez vyznání.
|                                                                            | 1869 | 1880 | 1890 | 1900 | 1910 | 1921 | 1930 | 1950 | 1961 | 1970 | 1980 | 1991 | 2001 | 2011 | 2021 |
| -------------------------------------------------------------------------- | ---- | ---- | ---- | ---- | ---- | ---- | ---- | ---- | ---- | ---- | ---- | ---- | ---- | ---- | ---- |
| Obyvatelé                                                                  | 1297 | 1380 | 1379 | 1353 | 1414 | 1091 | 1070 | 816  | 315  | 147  | 128  | 107  | 164  | 192  | 199  |
| Domy                                                                       | 169  | 176  | 169  | 179  | 170  | 172  | 185  | 203  | 93   | 38   | 31   | 41   | 55   | 81   | 117  |
| Počet domů z roku 1961 zahrnuje domy místních částí Ryžovna a Zlatý Kopec. |      |      |      |      |      |      |      |      |      |      |      |      |      |      |      |

## Městská správa
Mezi lety 1850–1978 Boží Dar byl městem a později obcí v okrese Jáchymov (1850–1930), posléze v okrese Karlovy Vary-okolí (1950) a později v okrese Karlovy Vary. Od 1. ledna 1979 do 28. února 1990 patřil jako část města k Jáchymovu a od 1. března 1990 je opět samostatnou obcí. Status města byl obci vrácen dne 10. října 2006.

### Místní části
- Boží Dar
- Ryžovna
- Zlatý Kopec

## Turistický ruch

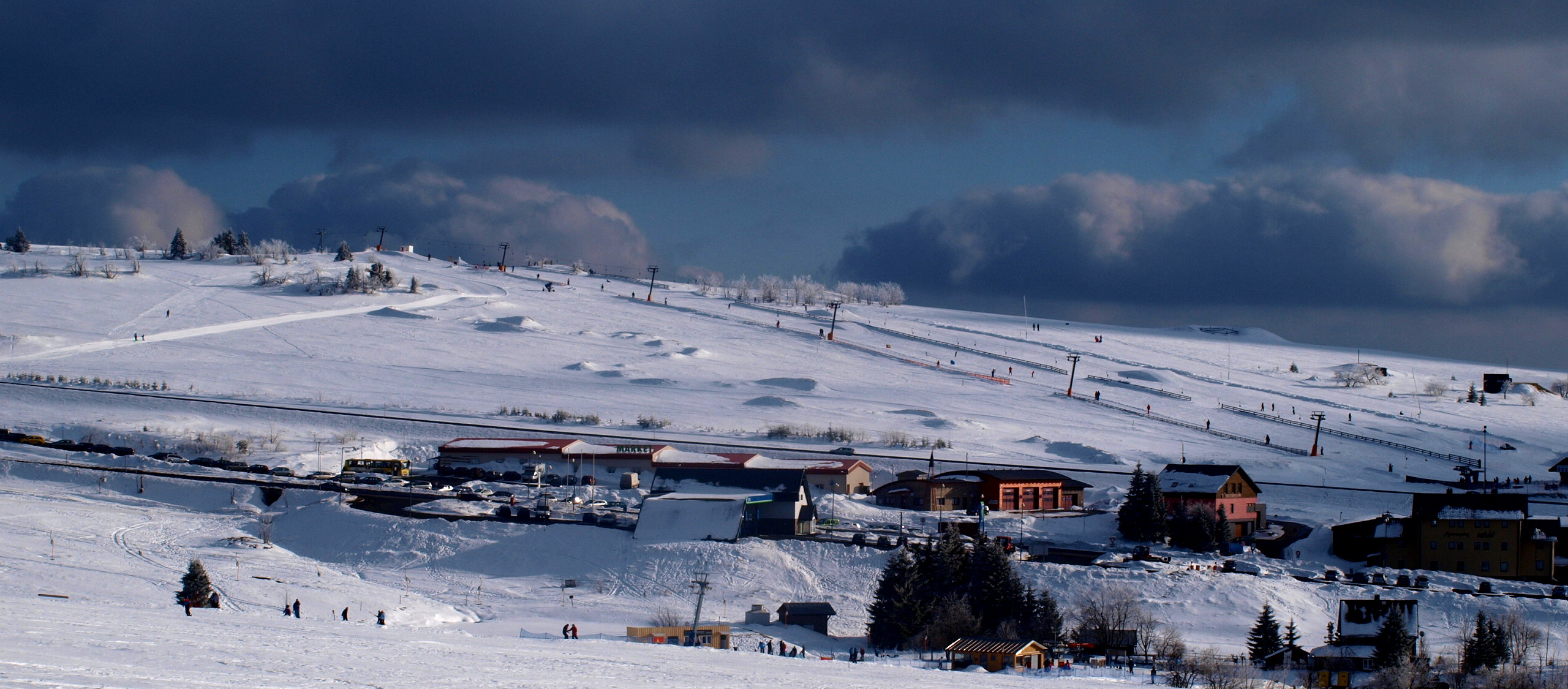
Zimní lyžařské středisko

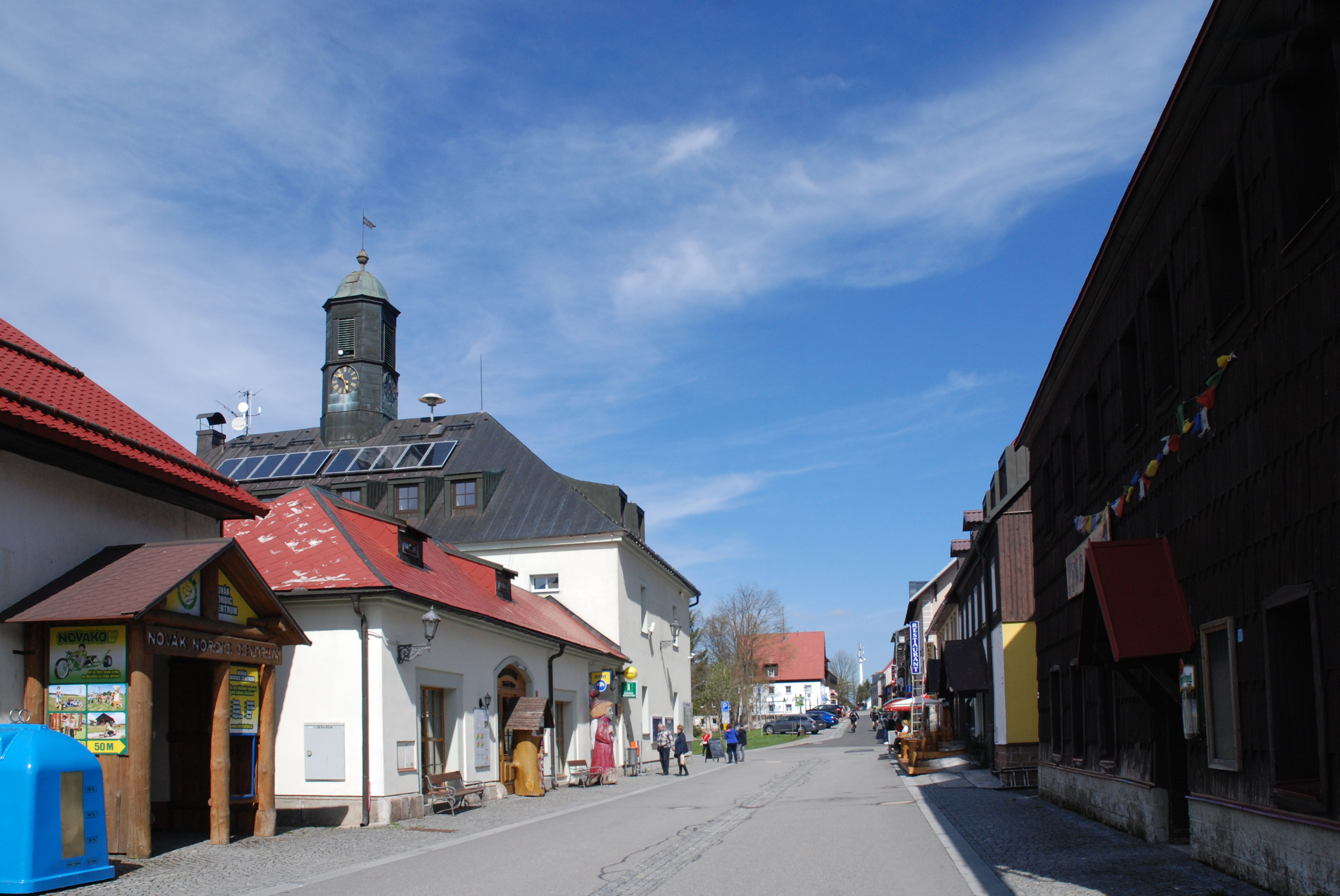
Ježíškova pošta u radnice

Boží Dar je centrem turistů v létě i v zimě. Přímo v obcí leží dva lyžařské areály a za obcí se nachází velký lyžařský areál Neklid. V okolí obce je pak možno využít okolo 70 kilometrů běžeckých tratí. V létě pak turisty láká zejména nedaleké Božídarské rašeliniště, Vlčí jámy u Horní Blatné, nebo nejvyšší vrchol Krušných hor – Klínovec. Zajímavý je též trojboký hraniční kámen.
Od roku 1994 ve městě každým rokem před Vánoci funguje Ježíškova pošta, pohledy a dopisy je možné celoročně zasílat na adresu Božího Daru, nebo osobně vložit do speciální Ježíškovy schránky. Veškeré zásilky České pošty jsou razítkovány speciálním razítkem, jehož motiv se každoročně mění a poslány na zpáteční adresu. Otisky všech dosud použitých razítek jsou k vidění v expozici božídarského muzea, které bylo založeno v roce 2000. V návaznosti na Ježíškovu poštu byla roku 2007 v okolí města zřízena Ježíškova cesta, která formou pohádkové naučné stezky seznamuje děti s Ježíškem a dalšími pohádkovými postavami.

## Hospodářství
Východně od města, poblíž hranice s Německem, stojí čtyři větrné elektrárny, z toho tři jsou v provozu.

## Pamětihodnosti

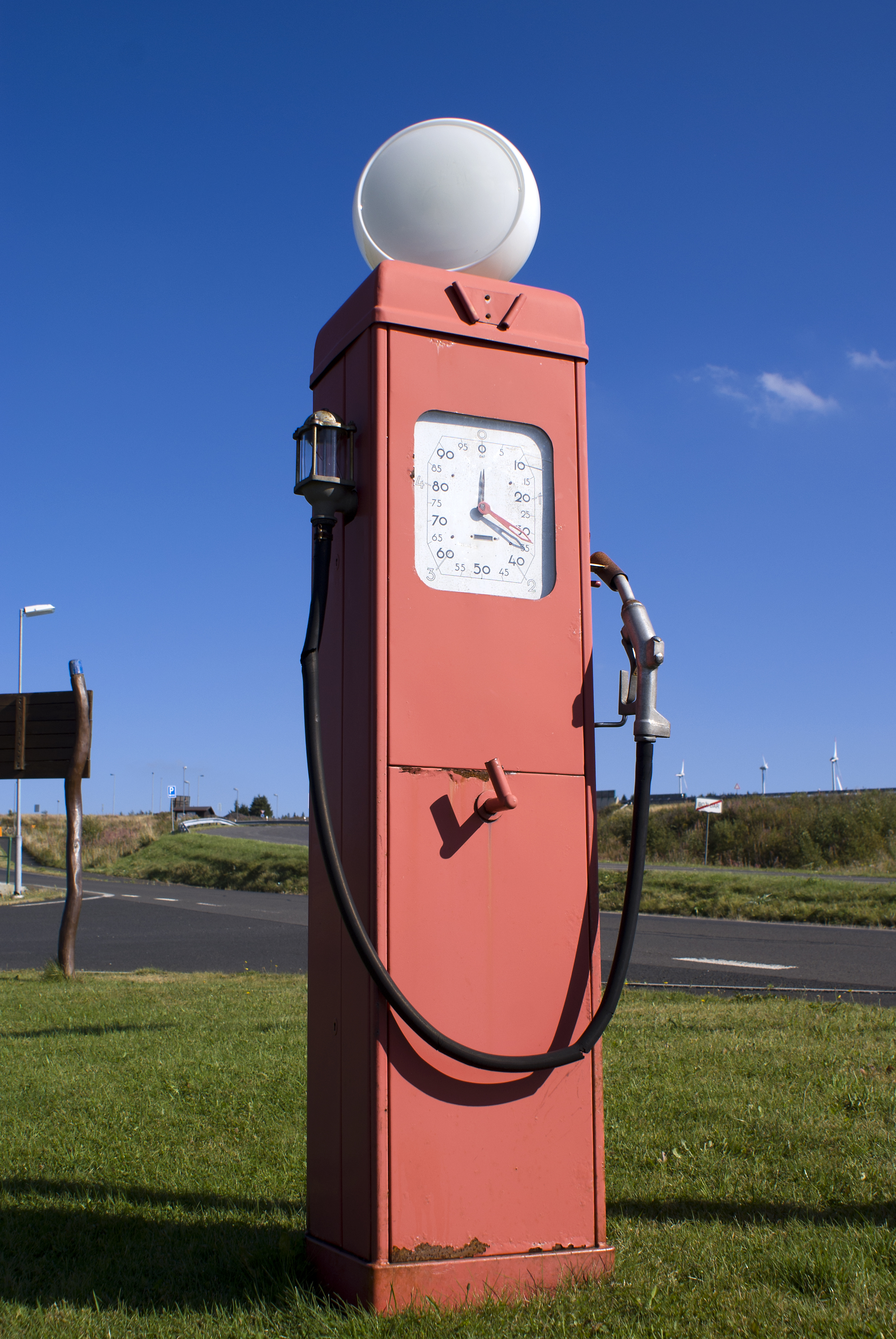
Historický stojan benzínové pumpy

- Nejvýznamnější stavbou ve městě je barokní kostel svaté Anny z roku 1772. Zvon kostela je dílem jáchymovského cínaře a zvonaře Hanse Wilda.
- Radnice (čp. 1)
- Sejpy rudného dolu
- Hotel Zelený dům
- Socha svatého Jana Nepomuckého
- Hotel Praha
- Výdejový stojan benzínové čerpací stanice HEFA "C", technická památka z roku 1959 (stejný exemplář je také v Národním technickém muzeu v Praze).
- Pomník Antona Günthera, vztyčený v roce 1936 u příležitosti 60. narozenin božídarského německého básníka, opěvujícího zdejší kraj. Nachází se na náměstí před radnicí vedle pamětního kamene věnovaného řeckému spisovateli Nikosi Kazantzakisovi, který v letech 1929 až 1931 žil a tvořil v tomto kraji.
- Podél Blatenského vodního příkopu z Božího Daru do Horní Blatné (Bergstadt Platten) vede asi dvanáctikilometrová naučná stezka.
- Pod nedalekým Klínovcem odbočuje pěšina ke kameni tří panství z roku 1677 u Oberwiesenthalu.
- Přeshraniční stezka Antona Günthera

## Boží Dar v kultuře
Název obce a charakter krajiny se staly námětem básně Viktora Dyka Boží dar (ze sbírky Domy, 1926).

## Osobnosti

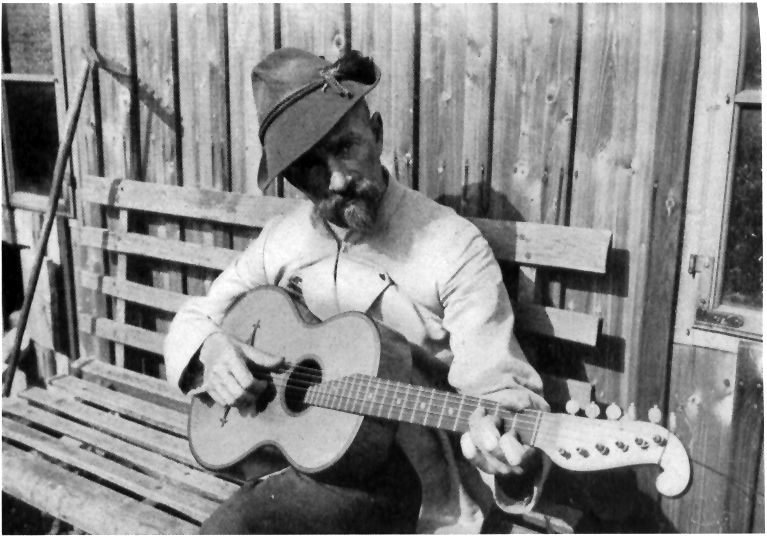
Anton Günther

### Rodáci
- Jan Tadeáš Antonín Peithner z Lichtenfelsu (1727–1792), česko-německý báňský geolog a hornický vědec
- Anton Günther (1876–1937), německý básník a zpěvák krušnohorských lidových písní. U příležitosti jeho 60. narozenin byl ve městě roku 1936 vztyčen jeho pomník.
- Ewald Roscher (1927–2002), skokan na lyžích a trenér skokanské reprezentace SRN
- MUDr. Alois Velich, český lékař, univerzitní profesor a rektor ČVUT

### Další osobnosti
- Kašpar Eberhard (1523–1575), německý luteránský teolog
- František Vilém Tippmann, rodák z Jáchymova v letech 1816 až 1824 působil v Božím Daru jako farář, od roku 1833 jako pomocný biskup pražské arcidiecéze, na Božím Daru založil chudobinec (dnešní hotel Svatá Anna)
- Nikos Kazantzakis, řecký literát, který v letech 1929 až 1931 žil a působil v nedalekém lesnickém stavení
- Lukáš Bauer (* 1977), běžec na lyžích, trojnásobný olympijský medailista Lukáš Bauer, žije na Božím Daru